# Вине, Жан-Поль
Жан-Поль Вине (англ. Jean-Paul Vinay, 18 июля 1910 — 10 апреля 1999) — французско-канадский лингвист. Вместе с лингвистом Жаном Дарбелнетом он был соавтором «Стилистического сравнения французского и английского языков» (1958).

## Биография и карьера
Вине родился в Париже в 1910 году и вскоре переехал жить в Гавр. Он изучал английский язык и филологию в Парижском университете и в Университете Кан-Нормандия, прежде чем в 1937 году получил степень магистра фонетики и филологии в Университетском колледже Лондона. В 1946 году Виней переехал в Канаду и стал профессором и главой факультета лингвистики.  В 1946 году Вине переехал в Канаду и стал профессором и заведующим кафедрой лингвистики и перевода в Монреальском университете. В 1967 году он начал преподавать в Викторианском университете и преподавал там до выхода на пенсию в 1976 году.